# 110 meter häck för herrar i friidrott vid olympiska sommarspelen 1988
110 meter häck för herrar vid olympiska sommarspelen 1988 i Seoul avgjordes den 25-26 september. 

## Medaljörer
| Gren           | Guld                | Guld  | Silver                         | Silver | Brons                | Brons |
| 110 meter häck | Roger Kingdom · USA | 12,98 | Colin Jackson · Storbritannien | 13,28  | Tonie Campbell · USA | 13,38 |

## Resultat
- Q innebär avancemang utifrån placering i heatet.
- q innebär avancemang utifrån total placering.
- DNS innebär att personen inte startade.
- DNF innebär att personen inte fullföljde.
- DQ innebär diskvalificering.
- NR innebär nationellt rekord.
- OR innebär olympiskt rekord.
- WR innebär världsrekord.
- WJR innebär världsrekord för juniorer
- AR innebär världsdelsrekord (area record)
- PB innebär personligt rekord.
- SB innebär säsongsbästa.
- w innebär medvind > 2,0 m/s

### Final
| Placering | Final                   | Tid       |
| --------- | ----------------------- | --------- |
|           | Roger Kingdom (USA)     | 12,98(OR) |
|           | Colin Jackson (GBR)     | 13,28     |
|           | Tonie Campbell (USA)    | 13,38     |
| 4.        | Vladimir Sjisjkin (URS) | 13,51     |
| 5.        | Jonathan Ridgeon (GBR)  | 13,52     |
| 6.        | Tony Jarrett (GBR)      | 13,54     |
| 7.        | Mark McKoy (CAN)        | 13,61     |
| 8.        | Arthur Blake (USA)      | 13,96     |

### Semifinaler
- Hölls måndagen den 1988-09-26

| Placering | Heat 1                  | Tid   |
| --------- | ----------------------- | ----- |
| 1.        | Vladimir Sjisjkin (URS) | 13,46 |
| 2.        | Tonie Campbell (USA)    | 13.47 |
| 3.        | Colin Jackson (GBR)     | 13.55 |
| 4.        | Jonathan Ridgeon (GBR)  | 13.68 |
| 5.        | Stéphane Caristan (FRA) | 13.71 |
| 6.        | Carlos Sala (ESP)       | 13.85 |
| 7.        | Alain Cuypers (BEL)     | 13.92 |
| 8.        | Richard Bucknor (JAM)   | 13.98 |

| Placering | Heat 2                 | Tid   |
| --------- | ---------------------- | ----- |
| 1.        | Roger Kingdom (USA)    | 13,37 |
| 2.        | Arthur Blake (USA)     | 13.52 |
| 3.        | Mark McKoy (CAN)       | 13.54 |
| 4.        | Tony Jarrett (GBR)     | 13.56 |
| 5.        | Jiří Hudec (TCH)       | 13.73 |
| 6.        | Yu Zhicheng (CHN)      | 13.94 |
| 7.        | Philippe Tourret (FRA) | 13.96 |
| 8.        | Mikael Ylöstalo (FIN)  | 14.09 |

### Kvartsfinaler
- Hölls söndagen den 1988-09-25

| Placering | Heat 1                          | Tid       |
| --------- | ------------------------------- | --------- |
| 1.        | Roger Kingdom (USA)             | 13,17(OR) |
| 2.        | Mark McKoy (CAN)                | 13.56     |
| 3.        | Stephane Caristan (FRA)         | 13.61     |
| 4.        | Jiří Hudec (TCH)                | 13.65     |
| 5.        | Florian Schwarthoff (FRG)       | 13.67     |
| 6.        | Javier Moracho (ESP)            | 13.88     |
| 7.        | Thomas Kearns (IRL)             | 14.30     |
| 8.        | Rashid Marzouq Al-Abdulla (QAT) | 14.47     |

| Placering | Heat 2                 | Tid   |
| --------- | ---------------------- | ----- |
| 1.        | Tonie Campbell (USA)   | 13,47 |
| 2.        | Philippe Tourret (FRA) | 13.73 |
| 3.        | Jonathan Ridgeon (GBR) | 13.74 |
| 4.        | Yu Zhicheng (CHN)      | 13.95 |
| 5.        | Erik Jensen (DEN)      | 14.02 |
| 6.        | Andrew Parker (JAM)    | 14.05 |
| 7.        | Aleksandr Markin (URS) | 14.19 |
| 8.        | Zeyad Alkhudhur (KUW)  | 14.56 |

| Placering | Heat 3                  | Tid   |
| --------- | ----------------------- | ----- |
| 1.        | Tony Jarrett (GBR)      | 13,59 |
| 2.        | Vladimir Sjisjkin (URS) | 13.60 |
| 3.        | Mikael Ylöstalo (FIN)   | 13.70 |
| 4.        | Carlos Sala (ESP)       | 13.77 |
| 5.        | Chin-Jing Wu (TPE)      | 14.23 |
| 6.        | George Knowles (BAH)    | 14.30 |
| 7.        | Najil Mohsin (IRQ)      | 14.47 |
| 8.        | György Bakos (HUN)      | 18.02 |

| Placering | Heat 4                    | Tid   |
| --------- | ------------------------- | ----- |
| 1.        | Colin Jackson (GBR)       | 13,37 |
| 2.        | Arthur Blake (USA)        | 13.65 |
| 3.        | Richard Bucknor (JAM)     | 13.91 |
| 4.        | Alain Cuypers (BEL)       | 13.97 |
| 5.        | Jin-Tae Kim (KOR)         | 14.00 |
| 6.        | Modesto Castillo (DOM)    | 14.21 |
| 7.        | Yang Guang (CHN)          | 14.24 |
| 8.        | Nourreddine Tadjine (ALG) | 14.35 |